# Sakura Yosozumi
Sakura Yosozumi (四十住 さくら, Yosozumi Sakura), née le 15 mars 2002 à Iwade (préfecture de Wakayama, Japon), est une skateuse professionnelle japonaise. Elle est sacrée championne olympique dans l'épreuve de park à Tokyo en 2021.

## Carrière
Yosozumi obtient son premier skateboard en 2013 sous l'influence de son frère.
En 2016, elle participe à l'épreuve féminine de street lors la Coupe du monde de skateboard organisée à Tokyo et termine 29e.
En 2017, Yosozumi participe aux Championnats d'Asie Vans Park Series (VPS) à Singapour où elle termine troisième.
En 2018, elle participe aux X Games à Minneapolis où elle termine 3e en park derrière les Australiennes Brighton Zeuner et Sabre Norris. Quelques mois plus tard, elle remporte une médaille d'or en park aux Jeux asiatiques de 2018 organisés à Jakarta et Palembang en Indonésie. Elle participe également à l'épreuve de bowl lors de l'édition 2018 de la Coupe du monde de skateboard organisée à Orange, en Californie, et est classée sixième.
Lors de la division féminine du VPS Pro Tour au Brésil en juin 2018, Yosozumi remporte la première place devant Yndiara Asp du Brésil et Brighton Zeuner des États-Unis. Lors de l'étape de Huntington Beach, en Californie, elle termine deuxième du tour de qualification mais ne réussit pas à atteindre le podium en finale finissant cinquième au classement général.
En mai 2021, elle décroche la première place de la finale du Dew Tour Park, un résultat qui lui permet de représenter le Japon aux Jeux olympiques de Tokyo.
Pour l'arrivée du skateboard aux Jeux olympiques en 2020, Sakura Yosozumi est sacrée championne olympique en park avec un meilleur score de 60,09 points devant sa compatriote Kokona Hiraki (59,04) et la Britannique Sky Brown (56,47).
Elle arrive aux Championnats du monde 2022 en tant que femme à battre en park et grâce à son expérience du skateboard vertical, elle est la moins intimidée par la taille du skatepark d'Aljada dans l'émirat de Charjah. Elle progresse jusqu'en finale avec assurance mais a du mal avec ses deux premiers tours en finale et se retrouve loin dans le classement. Lors du dernier tour, elle réussit à élever sa performance et récupérer la médaille de bronze par la même occasion.
À l'été 2022, elle remporte la médaille d'argent aux Summer X Games et au Dew Tour après avoir remporté l'or aux X games à Chiba. Elle reçoit également le prix « Best Trick » sur le Dew Tour pour son Backside Noseblunt Revert.
Blessée, elle ne participe pas aux Championnats du monde de skateboard 2023 à San Juan mais elle fait le voyage en Argentine pour s'enregistrer. Elle revient à la compétition en octobre aux Championnats du monde de skateboard park 2023 à Rome où elle termine huitième.
En 2024, elle ne se qualifie pas à la finale de l'épreuve féminine de Park aux jeux olympiques de Paris 2024, finissant à la 10e position au terme des séries qualificatives.

## Palmarès

### Jeux olympiques
- médaille d'or du park aux Jeux olympiques d'été de 2020 à Tokyo

### Championnats du monde
- médaille de bronze du park aux Championnats du monde 2022 à Charjah
- médaille d'argent du park aux Championnats du monde 2019 à São Paulo
- médaille d'or du park aux Championnats du monde 2018 à Nankin

### Jeux asiatiques
- médaille d'or du park aux Jeux asiatiques de 2018 à Jakarta

### X Games
- médaille de bronze du park aux X Games 2018 à Minneapolis